# WVV Wageningen in het seizoen 1959/60
Het seizoen 1959/1960 was het zesde jaar in het bestaan van de Wageningense betaaldvoetbalclub Wageningen. De club kwam uit in de Eerste divisie A en eindigde daarin op de zesde plaats.

## Wedstrijdstatistieken

### Eerste divisie A
|       | BVV   | Excelsior | Fortuna | 't Gooi | GVAV  | Helmond | HVC   | KFC   | NOAD  | Rigtersbleek | Stormvogels | SVV   | Veendam | Vitesse | De Volewijckers |
| ----- | ----- | --------- | ------- | ------- | ----- | ------- | ----- | ----- | ----- | ------------ | ----------- | ----- | ------- | ------- | --------------- |
| Thuis | 2 – 3 | 2 – 0     | 1 – 0   | 1 – 0   | 2 – 2 | 1 – 1   | 4 – 1 | 1 – 3 | 2 – 2 | 2 – 2        | 0 – 1       | 3 – 1 | 3 – 2   | 3 – 2   | 4 – 1           |
| Uit   | 1 – 0 | 2 – 2     | 1 – 1   | 1 – 4   | 4 – 0 | 1 – 3   | 2 – 1 | 1 – 1 | 2 – 0 | 3 – 0        | 1 – 2       | 1 – 0 | 6 – 2   | 0 – 0   | 2 – 3           |

## Statistieken Wageningen 1959/1960

### Eindstand Wageningen in de Nederlandse Eerste divisie 1959 / 1960
| Stand | Gespeeld | Gewonnen | Gelijk | Verloren | Punten | Doelpunten voor | Doelpunten tegen |
| ----- | -------- | -------- | ------ | -------- | ------ | --------------- | ---------------- |
| 6e    | 30       | 12       | 8      | 10       | 32     | 50              | 49               |

### Topscorers
| Competitie \| # \| Naam \| \| \| -------------------- \| ---------------------- \| -- \| \| 1. \| Charley van de Weerd \| 10 \| \| 2. \| Gerrit van de Weerthof \| 8 \| \| 3. \| Ton van de Weerd \| 7 \| \| 4. \| Chris Geutjes \| 6 \| \| 5. \| Hans van Eeden \| 5 \| \| 5. \| Adrie Lieftink \| 5 \| \| 7. \| Henk Vreekamp \| 4 \| \| 8. \| Gert van Harn \| 1 \| \| 8. \| Joop van der Kolk \| 1 \| \| Onbekende doelpunten \| \| \| \| – \| Onbekend \| 3 \| \| Totaal \| Totaal \| 50 \| |                        |      |
| # | Naam                   | Goal |
| 1. | Charley van de Weerd   | 10   |
| 2. | Gerrit van de Weerthof | 8    |
| 3. | Ton van de Weerd       | 7    |
| 4. | Chris Geutjes          | 6    |
| 5. | Hans van Eeden         | 5    |
| 5. | Adrie Lieftink         | 5    |
| 7. | Henk Vreekamp          | 4    |
| 8. | Gert van Harn          | 1    |
| 8. | Joop van der Kolk      | 1    |
| Onbekende doelpunten |                        |      |
| – | Onbekend               | 3    |
| Totaal | Totaal                 | 50   |